# مكداز
مكداز قرية مغربية جبلية تبعد عن دمنات بحوالي 76 كلم وعن مراكش بحوالي 100 كلم. قرية بساكنة 600 نسمة معظم شبابها يشتعل بالمدن المجاورة أو البعيدة كأكادير اما الباقي فيشتغلون بالفلاحة وتربية الماشية وكذلك فلاحة الجوز وهي اكتر شيوعا من غيرها بالمنطقة وتعد هذه الفلاحة الوسيلة الوحيدة لضمان عيش أهل المنطقة بالمرتبة الأولى وبعدها تاتي زراعة الذرة التي تغطي مساحة جد مهمة وعلى طول وادي تساوت وباراضي جبلية مجاورة

## وصلات
- مقالة وصور عن مكداز (بالفرنسية)